# Mario Ceriani
Mario Ceriani (Samarate, 4 ottobre 1914 – ...) è stato un calciatore italiano, di ruolo attaccante.

## Carriera
Inizia la carriera nel Derthona, con cui nella stagione 1934-1935 gioca 4 partite in Serie B; a stagione in corso viene ceduto alla Pro Patria, con cui gioca altre 14 partite in serie cadetta. A fine anno la squadra retrocede in Serie C, categoria in cui Ceriani giocò per tre stagioni consecutive. Nella stagione 1938-1939 è in rosa al Genova 1893, squadra di Serie A, ma viene utilizzato esclusivamente in partite con la squadra riserve e mai con la prima squadra in massima serie. A fine stagione viene ceduto al Liguria, con cui nella stagione 1939-1940 riesce ad esordire in massima serie, il 21 aprile 1940 in una sconfitta casalinga per 2-0 contro il Milan. A fine anno passa al Varese, con cui gioca una stagione in Serie C, per poi concludere la carriera con due campionati consecutivi di Serie B con le maglie di Reggiana e Savona.
In carriera ha giocato complessivamente una partita in Serie A e 43 partite in Serie B.